# New York Yankees
Die New York Yankees [Aussprache] ⓘ sind ein US-amerikanisches Major-League-Baseball-Team aus der Bronx, New York City. Sie spielen in der Eastern Division der American League. Die Yankees sind das mit Abstand erfolgreichste Team in der Geschichte der MLB mit 27 World-Series-Titeln. Zudem gewannen sie 40 Mal die American League. Damit haben die Yankees sich seit ihren Anfängen unter diesem Namen deutlich mehr als ein Viertel aller Titel sichern können, die im letzten Jahrhundert seit 1913 ausgespielt wurden. Das Heimatstadion der Yankees ist das Yankee Stadium.

## Geschichte

### Gründung bis Eröffnung Yankee Stadium
Die Yankees wurden im Jahre 1901 in Baltimore gegründet. Dort spielten sie wie das heutige Team aus Baltimore unter dem Namen Baltimore Orioles ihre ersten beiden Spielzeiten in der MLB. Am 9. Januar 1903 kauften Frank Farrell und Bill Devery den Club für die American League und verlegten das Team nach Manhattan. Der neue Name des Teams war bis 1912 New York Highlanders. Ausschlaggebend für die Namensgebung war die Spielstätte Hilltop Park an der Ecke 165th und 168th Street, welcher zu der Zeit an einem der höchsten Punkte Manhattans lag. Bereits 1904 taufte der Sportjournalist der New York Press Jim Price die Highlanders als „Yankees“ bzw. „Yanks“, was zu dieser Zeit eine übliche Bezeichnung für die Nordstaatler war. Grund für den simplen Spitznamen war schlichtweg die Größe, die besser in die Überschriften der Zeitung passte. Aufgrund eines Brands im Stadion der damals noch in New York spielenden San Francisco Giants im Jahre 1911, erlaubten die Highlanders den Giants die Mitbenutzung des Hilltop Parks bis zum Wiederaufbau deren Heimatstadions Polo Grounds. Im Gegenzug zogen die Highlander in die Polo Grounds um und nannten sich ab nun offiziell New York Yankees, da der Name „Highlanders“ nun aufgrund der neuen Heimat nicht mehr passte. Mit der Verpflichtung des deutschstämmigen Spielers George Herman „Babe“ Ruth Jr. und seiner bis heute legendären Fähigkeit Baseball zu spielen, und insbesondere Homeruns zu schlagen, zogen die Yankees nun mehr Zuschauer an als die Giants. Die Rivalität fand dann 1921 ihren Höhepunkt im gemeinsamen Stadion, den Polo Grounds. Die Teams begegneten sich in der World Series, in der die Yankees den Giants in 5 von 8 Spielen unterlagen. Daraufhin empfahl der damalige Manager der Giants den Yankees sich doch ein eigenes neues Zuhause zu suchen. 1922 unterlagen die Yankees erneut den Giants in der World Series. Die Funktionäre der Bronx Bombers, wie die Yankees auch genannt werden, suchten sich einen Platz in direkter Nachbarschaft zu den Giants über dem Harlem River in den Bronx. 1923 zogen sie in das neue Stadion um, welches 58.000 Zuschauer fassen konnte. Es erhielt den Spitznamen „The House That Ruth Built“ (dt. „Das Haus, das Babe Ruth baute“), was übertragend zu verstehen ist, weil sich gerade mit seiner attraktiven Spielweise und seiner Schlagkraft viel Geld verdienen ließ.

### 1923–1945
Am 18. April 1923 wurde das für 2,4 Millionen US-Dollar errichtete Yankee Stadium in der Bronx eröffnet und Babe Ruth gelang der erste Home Run im neuen Domizil.
Im dritten Anlauf gelang den Yankees 1923 der erste Triumph gegen die Giants in der World Series. In der 7-Spiele-Serie (Best-of-seven) gewannen die Yankees mit 4 zu 2 Spielen und sicherten sich damit ihren ersten Titel. Auch fanden erstmals Begegnungen der Postseason, also der Playoff-Spiele nach der regulären Saison, im neuen großen Yankee Stadium statt. Die Größe war einer der Gründe, warum zum ersten Mal mehr als 300.000 Zuschauer die World Series sehen konnten.
1926 gewannen die Yankees wieder die American League, unterlagen aber den St. Louis Cardinals in der World Series.
Das Team der New York Yankees von 1927 gilt bei vielen Baseballexperten immer noch als eine der stärksten Mannschaften der Baseballgeschichte. In der regulären Saison gelangen den Yankees 110 Siege bei nur 44 Niederlagen. Auch die Pittsburgh Pirates hatten keine Chance in der World Series und unterlagen deutlich mit 0:4. Der nächste Triumph in der World Series folgte 1928, Gegner waren diesmal wiederum die St. Louis Cardinals. Den Yankees gelang ein weiterer sweep, d. h. die Cardinals blieben in der Serie gegen die Yankees ohne einen Erfolg.
1929 waren die Yankees dann das erste Team, das Rückennummern auf seinen Trikots hatte. Aber der nächste Erfolg in den World Series war erst im Jahr 1932. Joe McCarthy hatte den Managerposten der Yankees übernommen, mit ihm sollte eine zweite erfolgreiche Ära bei den Yankees beginnen. Sieben Erfolge in den World Series in acht Teilnahmen unter seiner Regie in den Jahren von 1932 bis 1946 sprechen für sich. 1932 besiegten die Yankees die Chicago Cubs deutlich mit 4:0, 1936 konnten die New York Giants mit 4:2 besiegt werden. 1937 behielten die Yankees wieder die Oberhand über ihren Lokalrivalen Giants, 1938 blieben die Chicago Cubs erneut ohne einen Erfolg im Fall Classic. Ein Jahr später waren die Cincinnati Reds chancenlos und unterlagen ebenfalls mit 0:4. Im Jahr 1941 kam es erstmals zum Aufeinandertreffen mit den Brooklyn Dodgers. Die Yankees gewannen mit 4:1. Im darauffolgenden Jahr kam es dann zur einzigen World-Series-Niederlage unter Joe McCarthy. Den St. Louis Cardinals waren die New Yorker mit 1:4 unterlegen. 1943 nahmen die Yankees erfolgreich Revanche und drehten den Spieß um.

### 1946–1975
Den nächsten Erfolg in den World Series gab es erst 1947. Manager war Bucky Harris, Gegner in den Endspielen die Brooklyn Dodgers. In einer spannenden Serie behielten die Yankees knapp mit 4:3 das bessere Ende für sich. Die Aufeinandertreffen der beiden Lokalrivalen wurden Subway Series genannt.
Von 1949 bis 1960 war Casey Stengel der Manager der Yankees. In seine Amtszeit fallen sieben World-Series-Titel und drei Siege in der American League. 1949, 1952, 1953 und 1956 feierte man Erfolge gegen die Brooklyn Dodgers, welche 1955 die Oberhand behielten. 1950 wurden die Philadelphia Phillies besiegt. 1951 besiegte man die Giants, 1958 zogen die Milwaukee Braves den Kürzeren, ein Jahr zuvor waren sie noch erfolgreich gewesen. Im letzten Jahr seiner Amtszeit verloren die Männer von Casey Stengel die World Series gegen die Pittsburgh Pirates mit 3:4.
Ralph Houk war der Manager der Yankees in den Jahren 1961, 1962 und 1963. In den beiden ersten Jahren konnten die Yankees erneut die Meisterschaft feiern, im letzten Jahr unterlagen sie in den World Series. Besiegt wurden die Cincinnati Reds und die San Francisco Giants, eine deutliche 0:4-Niederlage gab es gegen die Los Angeles Dodgers. Yogi Berra konnte 1964 nochmals als neuer Manager die World Series erreichen, unterlag aber den St. Louis Cardinals knapp mit 3:4.

### Seit 1976
Bis ins Jahr 1976 sollte es dauern, bis die Yankees wieder an ihre glorreiche Vergangenheit anknüpfen konnten. 1976 unterlag man unter Manager Billy Martin zwar mit 0:4 gegen die Cincinnati Reds, blieb aber 1977 und 1978 jeweils gegen die Los Angeles Dodgers erfolgreich. 1980 und 1981 nahmen die Yankees noch an den Play-offs teil, blieben aber danach bis ins Jahr 1994 erfolglos. 1994 unter Buck Showalter spielten die Yankees eine hervorragende Saison, konnten aber keinen Erfolg einfahren, da der Spieler-Streik die Saison vorzeitig beendete und es erstmals seit 90 Jahren keinen Champion in der MLB gab.
1995 erreichten die Yankees mit einer Wildcard die Play-offs, unterlagen in den Division Series den Seattle Mariners mit 2:3. 1996 übernahm Joe Torre das Amt des Managers, seit dieser Zeit nahmen die Yankees an allen Play-offs teil. 1996 wurden die Atlanta Braves in den World Series mit 4:2 besiegt, 1998 und 1999 benötigten die Yankees die Minimalanzahl von 8 Spielen, um die San Diego Padres und wiederum die Atlanta Braves zu besiegen.
Eine Neuauflage der Subway Series gab es dann im Jahre 2000 in der World Series gegen die New York Mets. Hier siegten die Yankees mit 4:1. 2001 unterlag man in einer dramatischen World Series den Arizona Diamondbacks mit 3:4. Der nächste Auftritt der Yankees in der Finalserie war bei der World Series 2003, hier unterlagen die Yankees völlig überraschend dem Außenseiter Florida Marlins mit 2:4.
Im Jahr 2004 unterlagen die Yankees den Boston Red Sox nach einer 3:0-Führung in der League Championship Series noch mit 3:4. Sie verpassten so den Einzug in die World Series 2004 und wurden das erste Team der Baseball-Geschichte, das nach einer 3:0-Führung noch eine Play-off-Serie verlor.
Nach dieser Niederlage dauerte es bis zum Jahr 2009, bis die Yankees wieder eine Play-off-Serie gewinnen konnten. Durch den anschließend errungenen 40. Titel der American League schafften sie es in die World Series gegen die Philadelphia Phillies. Mit einem 4:2-Erfolg in der World Series gewannen die Yankees nach einer Durststrecke von 8 Jahren (die drittlängste Zeit ohne Titelerfolg nach 1979–1995 sowie 1963–1976) ihren 27. World Series Titel.
In der Saison 2010 verpassten die Yankees ganz knapp den Gewinn der American League East, zogen aber als Wildcard-Team in die Division Series ein. Dort schlugen sie die Minnesota Twins glatt in drei Spielen. In der anschließenden Championship Series verloren sie jedoch gegen die Texas Rangers mit 2:4.
Während der Saison mussten die Yankees den Tod ihres Eigentümers George Steinbrenner und ihres langjährigen Stadionsprechers Bob Sheppard hinnehmen.

### 2012
Im Spiel 3 der Division Series gegen die Baltimore Orioles schlug Raul Ibanez im 9. Inning bei 1:2-Rückstand einen Home Run zum Ausgleich. Der letzte, dem das gelang, war Alex Rodriguez 2009, der das gleich zweimal schaffte. Ibanez wurde der 6. Spieler in der Post Season, dem das gelang. Die anderen waren: Pat Sheridan 1985 für die Kansas City Royals, Kirk Gibson 1988 für die Los Angeles Dodgers, Ed Sprague, Jr. 1992 für die Toronto Blue Jays, Jim Leyritz 1998 für die San Diego Padres und J.T. Snow 2000 für die San Francisco Giants. Im 12. Inning schlug er außerdem den Sieg bringenden Solo Single Home Run. Damit wurde er der erste Spieler, dem 2 Home Runs in einem Spiel der Post Season, im 9. Inning oder später zum Ausgleich oder zur Führung gelangen.

### Platzierungen der letzten Jahre
| American League East 2008–2021 |            |           |            |            |            |            |
| Jahr                           | 1.         | 2.        | 3.         | 4.         | 5.         | Postseason |
| 2008                           | TB (8.0)   | BOS (6.0) | 89 – 73    | TOR (3.0)  | BAL (21.0) | ––         |
| 2009                           | 103 – 59   | BOS (8.0) | TB (19.0)  | TOR (28.0) | BAL (39.0) | WSC        |
| 2010                           | TB (1.0)   | 95 – 67   | BOS (6.0)  | TOR (10.0) | BAL (29.0) | ALCS       |
| 2011                           | 97 – 65    | TB (6.0)  | BOS (7.0)  | TOR (16.0) | BAL (28.0) | ALDS       |
| 2012                           | 95 – 67    | BAL (2.0) | TB (5.0)   | TOR (22.0) | BOS (26.0) | ALCS       |
| 2013                           | BOS (12.0) | TB (6.0)  | BAL (0.0)  | 85 – 77    | TOR (11.0) | ––         |
| 2014                           | BAL (12.0) | 84 – 78   | TOR (1.0)  | TB (7.0)   | BOS (13.0) | ––         |
| 2015                           | TOR (6.0)  | 87 – 75   | BAL (6.0)  | TB (7.0)   | BOS (9.0)  | WC         |
| 2016                           | BOS (9.0)  | BAL (5.0) | TOR (5.0)  | 84 – 78    | TB (16.0)  | ––         |
| 2017                           | BOS (2.0)  | 91 – 71   | TB (11.0)  | TOR (15.0) | BAL (16.0) | ALCS       |
| 2018                           | BOS (8.0)  | 100 – 62  | TB (10.0)  | TOR (27.0) | BAL (53.0) | ALDS       |
| 2019                           | 103 – 59   | TB (7.0)  | BOS (19.0) | TOR (36.0) | BAL (49.0) | ALCS       |
| 2020                           | TB (7.0)   | 33 – 27   | TOR (1.0)  | BAL (8.0)  | BOS (9.0)  | ALDS       |
| 2021                           | TB (8.0)   | BOS (0.0) | 92 – 70    | TOR (1.0)  | BAL (40.0) | WC         |

 Die farbig unterlegten Zellen beschreiben das eigene Abschneiden in der AL East, die Zahlen in Klammern die Abstände zu den anderen Teams am Ende der Saison.

WC = Wild Card Game erreicht, ALDS = AL Division Series erreicht, ALCS = AL Championship Series erreicht, AL = AL Pennant (World Series verloren), WSC = World Series Champion

## Nicht mehr vergebene Nummern
| - Billy Martin - 2 Derek Jeter - Babe Ruth - Lou Gehrig - Joe DiMaggio - 6 Joe Torre - Mickey Mantle - Yogi Berra - Bill Dickey - Roger Maris - Phil Rizzuto - Thurman Munson | - Whitey Ford - 20 Jorge Posada - 21 Paul O’Neill - Don Mattingly - Elston Howard - Casey Stengel - Mariano Rivera - Jackie Robinson* - Reggie Jackson - 46 Andy Pettitte - Ron Guidry - 51 Bernie Williams |  |

* Jackie Robinsons Nummer wird von keinem MLB-Team mehr vergeben.

## Minor-League-Teams der Yankees
- AAA: Scranton Wilkes-Barre RailRiders, Moosic, Pennsylvania
- AA: Trenton Thunder, Trenton, New Jersey
- Advanced A: Tampa Yankees, Tampa, Florida
- A: Charleston RiverDogs, Charleston, South Carolina
- Short A: Staten Island Yankees, Staten Island, New York City, New York
- Rookie: Gulf Coast Yankees, Tampa, Florida

## Trivia
Ende 1972 trennten sich die beiden Yankees-Pitcher Mike Kekich und Fritz Peterson von ihren Ehefrauen, um die des jeweils anderen zu heiraten, was für einen öffentlichen Skandal sorgte. Die Schauspieler und Produzenten Ben Affleck und Matt Damon kündigten im Jahr 2010 an, einen Film darüber machen zu wollen. 2015 war mit der Arbeit an einem Drehbuch dazu unter dem Arbeitstitel „The Trade“ begonnen worden.